# Sivas
Sivas (turquización del antiguo nombre griego Σεβάστεια/Sebasteia -elevada, majestuosa-, transcrito al armenio Սեբաստիա, durante la Antigüedad Tardía y el Medioevo Sebastia, algunas veces Sebastea) es una ciudad situada en la región de Anatolia Central, en Turquía, y capital de la provincia de Sivas. Cuenta con una población de 294.402 habitantes (2007). Está ubicada a unos 400 km de Ankara (capital de Turquía).
En la antigüedad se llamaba Sebaste, y se consideraba parte de Armenia (cuya frontera actualmente se encuentra a más de 600 km al este). Según la tradición cristiana, allí nació el legendario y patrón de los mozos de Lituénigo, San Blas († ca. 316).
La fundación de Turquía se llevó a cabo en el Congreso de Sivas, el 4 de septiembre de 1919.

## Nombre
El nombre de la ciudad es una forma truncada de su nombre griego bizantino Sivasteia del nombre griego koiné Sebasteia (Σεβαστεία), que deriva de la palabra griega σεβαστός (Sebasto), "venerable", σέβας (sebas),"asombro, reverencia, pavor",y el verbo σέβομαι (sebomai)," sentir temor, escrúpulo ".Sebastos fue la traducción griega del título Augusto, que se usó para los emperadores romanos.

## Radicalismo
El 2 de julio de 1993, 37 escritores, poetas, músicos y filósofos participantes en un festival cultural y literario de Alevi fueron asesinados cuando una multitud de 15 000 manifestantes incendió el hotel Madimak de la ciudad de Sivas durante una protesta violenta de varios grupos islamistas radicales contra la presencia del escritor y humorista musulmán Aziz Nesin (1915-1995), que salvó su vida. Había traducido Los versos satánicos de Salman Rushdie. Las muertes provocaron que el gobierno turco adoptara una postura más dura contra el fanatismo religioso, el islamismo militante y el antisecularismo. A finales de 2006, hubo una campaña del Instituto Cultural Pir Sultan Abdal para convertir el antiguo hotel en un museo para conmemorar la tragedia, ahora conocida como la masacre de Sivas.

## Geografía
Sivas se encuentra a una altitud de 1.275 m s. n. m. en el valle del río Kizilirmak.